# I-49
I-49 (Interstate 49) — межштатная автомагистраль в Соединённых Штатах Америки. Протяжённость магистрали — 208,25 мили (335,15 км). Полностью располагается на территории штата Луизиана.

## Маршрут магистрали
Южный конец Interstate 49 располагается на пересечении I-10 с US 167 в городе Лафейетт. I-49 и US 167 направляются на север, в сторону города Опелусас. До города Алегзандрия автомагистраль проходит по равнинной местности. После Алегзандрии Interstate 49 направляется на северо-запад параллельно реке Ред-Ривер и LA 1, обходя город Накитош с запада. В городе Шривпорт Interstate 49 следует параллельно железной дороге. Северо-западный конец магистрали располагается на пересечении с I-20.

## Основные развязки
- US 190, Опелусас
- US 71, приход Рапидс
- US 165, Алегзандрия
- US 371, приход Де-Сото
- US 84, приход Де-Сото